# Erythrodiplax bromeliicola
Erythrodiplax bromeliicola är en trollsländeart som beskrevs av Westfall 2000. Erythrodiplax bromeliicola ingår i släktet Erythrodiplax och familjen segeltrollsländor. IUCN kategoriserar arten globalt som otillräckligt studerad. Inga underarter finns listade i Catalogue of Life.